# Metro: Die Liebe kommt nie zu spät
Metro: Die Liebe kommt nie zu spät (englischer Originaltitel: Life in a Metro; übersetzt: Das Leben in der Metro) ist ein preisgekrönter Bollywoodensemblefilm aus dem Jahr 2007. Der Film hatte auch kommerziellen Erfolg und avancierte zum Semi-Hit.

## Handlung
Shikha und Ranjeet sind seit Jahren verheiratet und haben sich auseinandergelebt. Das Einzige, was die beiden noch zusammenhält, ist ihre gemeinsame Tochter. Deshalb geht Ranjeet seit Jahren mit seiner hübschen Angestellten Neha fremd, die auch die Zimmergenossin von Shikhas Schwester Shruti Ghosh ist. Damit niemand von der Sex-Affäre Wind bekommt, trifft er sich heimlich mit Neha in der Wohnung seines Angestellten Rahul. Rahul wiederum ist in Neha verliebt, weiß anfangs allerdings nichts von ihrer Beziehung zu dem Chef.
Auch bei Shruti hapert es mit der Liebe. Verzweifelt kämpft sie sich durch Singlebörsen und trifft sich mit Monty, der ihr anfangs nicht gefällt. Nach mehrmaligen Begegnungen erkennt sie doch noch seine wahren Werte.
Und auch Shikha macht eine neue Begegnung – mit dem Theaterschauspieler Akash. Es beginnt harmlos mit einer Freundschaft, die sich zur Liebe weiterentwickelt. Obwohl sie sich hoffnungslos in Akash verliebt hat, traut sie sich nicht mit ihm zu schlafen und so ihren Mann zu betrügen.
Ganz anders bei Amol und Shikhas Tanzlehrerin Shivani: Beide in den 70ern, finden sie endlich nach 40 Jahren wieder zu ihrer ersten Liebe zurück. Eine Liebe, die lange hätte andauern können, wenn Amol damals Shivani nicht für seine Karriere in Amerika aufgegeben hätte. Eine Entscheidung, die er sich selbst niemals verzeihen kann. Schon gar nicht, als Shivani verstirbt.
Ranjeets Affäre fliegt auf und als Shikha von ihrer Beziehung zu Akash erzählt, wird sie von ihrem Ehemann verlassen. Neha will von Ranjeet nichts mehr wissen, da sie Rahuls Liebe und Fürsorge zu schätzen gelernt hat. Dies erschüttert Ranjeet. Er begreift seine Fehler und kehrt wieder zu seiner Frau zurück. Shikha verzeiht ihm und will so ihre Ehe retten, was auch heißt, dass sie sich von Akash verabschieden muss.

## Musik
| Songtitel                            | Sänger/in                                          |
| ------------------------------------ | -------------------------------------------------- |
| In Dino                              | Soham Chakrabarty                                  |
| Alvida                               | K K                                                |
| O Meri Jaah                          | K K                                                |
| Rishtey                              | James                                              |
| Baatein Kuch Ankahein Si             | Adnan Sami                                         |
| Kar Salaam                           | Suhail Kaul, Soham Chakrabarty, Pritam Chakraborty |
| Alvida (Reprise)                     | James                                              |
| O Meri Jaan (Reprise)                | Suhail Kaul                                        |
| Baatein Kuch Ankahein Si (Unplugged) | Suhail Kaul                                        |

## Auszeichnungen 2008
Filmfare Award 2008
- Filmfare Award/Bester Nebendarsteller an Irrfan Khan
- Filmfare Award/Beste Nebendarstellerin an Konkona Sen Sharma
- Filmfare Award/Bestes Drehbuch an Anurag Basu

Nominierung
- Filmfare Award/Beste Regie an Anurag Basu
- Filmfare Award/Beste Musik an Pritam Chakraborty

IIFA Award
- IIFA Award/Bester Nebendarsteller an Irrfan Khan
- IIFA Award/Beste Nebendarstellerin an Konkona Sen Sharma
- IIFA Award/Bestes Drehbuch an Anurag Basu

Nominierung
- IIFA Award/Beste Regie an Anurag Basu
- IIFA Award/Bester Liedtext an Sayeed Qadri für den Song In Dino
- IIFA Award/Bester Schurke an Kay Kay Menon
- IIFA Award/Bester Komiker an Irrfan Khan
- IIFA Award/Bester Film an Anurag Basu
- IIFA Award/Beste Story an Anurag Basu

Star Screen Award
- Star Screen Award/Bester Komiker an Irrfan Khan

Zee Cine Award
- Zee Cine Award/Beste Nebendarstellerin an Shilpa Shetty

Stardust Award
- Stardust Breakthrough Performance Award (Female) an Kangana Ranaut

## Kritik
„Ich hab ‚Life in a… Metro‘ durchaus genossen, die Schauspieler sind toll, das Abbild des urbanen Indiens ist gelungen, die Bildsprache erfreut. Doch mit dünner Handlung, schlecht eingesetzten Song-Montagen und mangelndem Tiefgang bleibt ein schaler Nachgeschmack. Der Film ist nicht ganz so clever, nicht ganz so gefühlvoll und nicht ganz so glaubwürdig, wie er hätte sein können, weshalb man eher auf seine Schauwerte achtet. Bilder, Stars, Kostüme, Musik. Und da leistet er ja durchaus Vorbildliches. Daher: Ansehen, eintauchen in das Mittelklasse-Indien und stets im Kopf haben, dass ein wahrer Ensemble-Regisseur hier draus noch etwas Besseres hätte machen können, als einen sympathischen, knappen 3-Sterne-Film.“ (von molodezhnaja.ch)

## Trivia
- Die Sequenz von Rahul, Neha und Ranjeet basiert auf den Film Das Appartement (1960)